# Герб Покровського району (Дніпропетровська область)
Герб Покро́вського райо́ну затверджений 5 квітня 2013 р. рішенням сесії Покровської районної ради. Автор — Р. Чередник.

## Опис
Щит перетятий лазуровим і срібним. На першій частині поясне зображення Богородиці у червоних туніці та мафорії із срібною облямівкою, навколо голови — золотий німб, у руках срібний покров, на якому три золоті хрести; внизу — дві перехрещені срібні козацькі шаблі в піхвах, оздоблені золотом. На другій частині зелений сніп пшениці. Щит облямований вінком із дубового та березового листя і увінчаний квіткою горицвіту.